# 대한민국 국무총리의 배우자
대한민국 국무총리의 배우자 목록으로서 유명한 사람의 목록은 다음과 같다. 편의상 부통령 배우자의 목록도 포함한다

## 목록
- 이아주
- 박마리아
- 김마리아 (1903년)
- 김옥윤
- 박성준 (1940년)